# Regelmatig achtvlak
Een regelmatig achtvlak, octaëder  of tetragonale bipiramide, is een van de vijf regelmatige veelvlakken. Het lichaam heeft acht zijvlakken in de vorm van congruente en gelijkzijdige driehoeken. De figuur heeft zes hoekpunten en 12 gelijke ribben.
Het is een achtvlak, een antiprisma, een deltaëder, is zijvlaktransitief, heeft octahedrale symmetrie en komt in verschillende ruimtevullingen met andere lichamen voor.
Hoewel de naam octaëder even veel wordt gebruikt, is het duidelijk om de naam regelmatig achtvlak te gebruiken.

## Formules
| Maten van een achtvlak met riblengte z                                                                         | Maten van een achtvlak met riblengte z                                        |
| --- | ----------------------------------------------------------------------------- |
| inhoud | {\displaystyle V={\tfrac {1}{3}}z^{3}{\sqrt {2}}}                             |
| oppervlakte | {\displaystyle A=2z^{2}{\sqrt {3}}}                                           |
| straal van de omgeschreven bol, rakend aan de hoekpunten                                                       | {\displaystyle R={\tfrac {1}{2}}z{\sqrt {2}}}                                 |
| straal van de bol rakend aan de ribben                                                                         | {\displaystyle r={\tfrac {1}{2}}z}                                            |
| straal van de ingeschreven bol, rakend aan de vlakken                                                          | {\displaystyle \rho ={\tfrac {1}{6}}z{\sqrt {6}}}                             |
| verhouding van de inhoud {\displaystyle V} tot de inhoud {\displaystyle V_{\text{OB}}} van de omgeschreven bol | {\displaystyle {\frac {V}{V_{\text{OB}}}}={\frac {1}{\pi }}}                  |
| isoperimetrisch quotiënt                                                                                       | ≈ 0,3023                                                                      |
| hoek tussen twee aangrenzende vlakken                                                                          | α ≈ 109° 28′ 16″ (= 109,4712°) {\displaystyle \cos(\alpha )=-{\tfrac {1}{3}}} |

## Afbeeldingen

animatie van een achtvlak
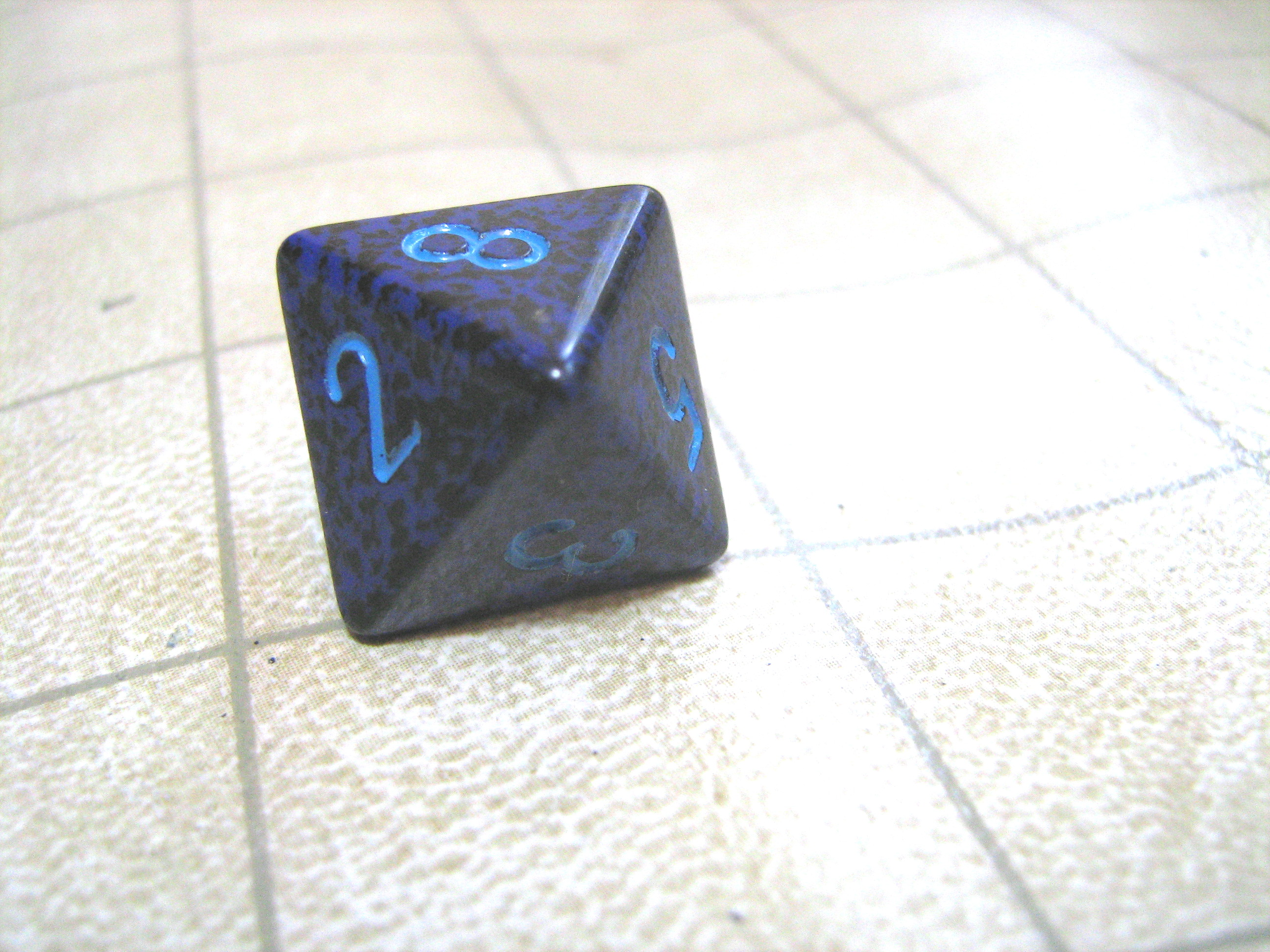
dobbelsteen in de vorm van een regelmatig achtvlak